# Holacanthus passer
Holacanthus passer är en fiskart som beskrevs av Valenciennes, 1846. Holacanthus passer ingår i släktet Holacanthus och familjen Pomacanthidae. IUCN kategoriserar arten globalt som livskraftig. Inga underarter finns listade i Catalogue of Life.